# Reheated
Reheated je studiové album americké blues-rockové skupiny Canned Heat, vydané v roce 1988. V té době ve skupině hráli již jen dva členové "klasické sestavy" Fito de la Parra a Larry Taylor.

## Seznam skladeb
1. "Looking for the Party" – 3:45
2. "Drifting" – 2:47
3. "I'm Watching You" – 5:18
4. "Bullfrog Blues" – 2:57
5. "Hucklebuck" (trad.) – 4:45
6. "Mercury Blues" – 3:14
7. "Gunstreet Girl" (T. Waits) – 3:47
8. I Love to Rock & Roll – 2:35
9. "(So Fine) Betty Jean" – 5:06
10. "Take Me to the River" (Green, Hodges) – 4:08
11. "Red Headed Woman" – 3:55
12. "Built for Comfort" (W. Dixon) – 3:47

## Sestava
- Junior Watson - sólová kytara, zpěv
- James Thornbury - slide kytara, harmonika, zpěv
- Larry Taylor - baskytara, zpěv
- Fito de la Parra - bicí, zpěv